# Xin-dynastie
De Xin-dynastie (Chinees: 新朝; pinyin: Xīn Cháo; letterlijk: "Nieuwe dynastie"; 9-23 n.Chr.) was een dynastie die slechts één keizer van China zou leveren: Wang Mang. Deze dynastie volgde de Westelijke Han-dynastie, die echter na de dood van Wang Mang zou worden hersteld.
De enige keizer van de Xin-dynastie, Wang Mang (王莽), was de neef van de grote keizerin douairière Wang Zhengjun, en Wang Mang zou een machtig man worden na de dood van Wang Zhengjung haar stief-kleinzoon, keizer Han Aidi in 1 v.Chr. Na verscheidene jaren een persoonlijkheidscultus te hebben gecultiveerd, nam hij uiteindelijk de macht over als keizer in 8 n.Chr. Hoewel hij een creatief geleerde en politicus was, was hij echter een onbekwaam heerser en zijn hoofdstad Chang'an werd in 23 n.Chr. belegerd door opstandige boeren.
Na zijn dood werd de Han-dynastie hersteld als Oostelijke Han-dynastie. De regeerperiode van Wang Mang wordt vaak als interregnum aangegeven.

## Opkomst van Wang Mang
Wang Mang’s opkomst werd ondersteund door de breed aanvaarde theorie dat het hemelse mandaat van de Chinese keizers na verloop van tijd afloopt, waarna vervanging door een geschiktere kandidaat plaatsvindt. Veel mensen geloofden dat het keizerschap van de Westelijke Han-dynastie zich sinds de periode volgend op het keizerschap van Han Yuandi (75-33 v.Chr.) in een aflopende  fase bevond. De geleerde Liu Xin droeg dit idee uit. De neergang  werd bevestigd door een verslechtering van de omstandigheden van het gewone volk door uitbuiting door de adel en voedseltekorten door overstromingen. Hierdoor ontmoette Wang Mang’s machtstreven weinig weerstand.

## Het (wan)bestuur van Wang Mang
Wang Mang voerde tijdens zijn bewind landhervormingen en hervormingen op valutair, fiscaal gebied economisch gebied door. Veel van deze hervormingen, die eerder om theoretische dan praktische redenen waren ingegeven, creëerde rechtsonzekerheid en gaven ambtenaren gelegenheid tot misbruik. Om zijn reputatie op te vijzelen richtte Wang Mang zich tegen etnische minderheden binnen het rijk, wat de interne verhoudingen en de economie alleen maar meer schade toebracht. De boerenstand verpauperde verder.

## Opstand
In 17 n.Chr. startte Lü Mu een lokale boerenopstand. Onder leiding van Wang Kuang en Wang Feng ontstonden diverse opstandhaarden. Zij sloten zich bij elkaar aan en vestigden hun uitvalsbasis in een gebied dat om zijn groen-beboste (Lülin) heuvels dat bekendstond in de hedendaagse provincie Hubei. Om die reden werden zij Lülin (vrij vertaald: Groene Bosmannen) genoemd. Een jaar later vormde zich een ander opstandelingenleger in Ju (gelegen in de hedendaagse provincie Shangdong) onder leiding van Fan Chong, dat al snel uitgroeide dat een leger van tienduizenden manschappen. Hun hoofdkwartier werd gevestigd op de berg Taishan. Omdat zij hun wenkbrauwen rood verfden, werden zij de “Rode Wenkbrauwen” genoemd.  Ten noorden van de Gele Rivier verrezen meer legers van opstandelingen. Liu Xiu en zijn broer Liu Yan leidden 8000 manschappen en hadden als doel de Han-dynastie te herstellen. De Lülin en de Rode Wenkbrauwen vormden de grootste legers van de opstand, zeker toen Liu Xiu zich bij de eersten, en Lü Mu zich bij de laatsten aansloot. Onder de Lülin bevonden zich ook edellieden, zoals Liu Xiu die verbonden waren aan de verdreven Han-dynastie. De Rode Wenkbrauwen waren veelal boeren en van eenvoudige komaf. Zij waren er simpelweg op uit om zich een veiliger bestaan te verschaffen door hard op te treden tegen moordenaars en agressors.

## Val van Wang Mang
In 20 n.Chr. zond Wang Mang troepen tegen de Rode Wenkbrauwen uit. Toen deze na een jaar van gevechten verslagen werden, probeerde hij het opnieuw met 100.000 lansdragers. Dit leger werd in 22 n.chr. bij Chengchang (in de huidige provincie Shandong) verslagen, waarna Wang Mang in het defensief werd gedrongen. Ook tegen de Lülin legde Wang Mang het met een leger van 20.000 man af. Met de grootst opgezette maar mislukte Kunyang veldtocht in 23 n.Chr. tegen de stad Kunyang, een bolwerk van de Lülin onder leiding van Liu Xiu, was de nederlaag van Wang Mang compleet. De Lülin verhieven Liu Xuan een lid van de Han-familie tot keizer, onder de titel Gengshi. De prestige van Liu Xiu bereikte een hoogtepunt. Wang Mang werd in het defensief gedwongen met een aanval op de Wuguan-pas (in de huidige provincie Henan) en de stad Luoyang die zonder moeite werden ingenomen. Toe de Lülin vervolgens oprukten naar Chang’an kozen edelen en volk die nog onder gezag van Wang Mang stonden eieren voor hun geld en kwamen in opstand. Wang Mang sloeg op de vlucht en werd onderweg gedood, slecht drie maanden na het begin van de Kunyang veldtocht.

## Nieuwe heerschappij
Het nieuw gevestigde Gengshi-regime nam zetel in Luoyang. Liu Xiu werd naar de Rode Wenkbrauwen gestuurd met het verzoek zich bij het Gengshi-regime aan te sluiten. Toen Fan Chong en zijn generaals naar Luoyang kwamen, lukte het echter niet om met hen tot overeenstemming te komen; er ontstonden zelfs conflicten. In 25 n.Chr. verplaatste Liu Xuan de regering naar Chang’an om daar een jaar later door de Rode Wenkbrauwen te worden verjaagd en uiteindelijk te worden vermoord. Liu Xiu had inmiddels in Haonan (in de huidige provincie Hebei) zijn eigen machtsbasis opgebouwd en zich in 25 n.Chr. zelf tot keizer laten uitroepen, onder de naam Guang Wu. Hij wist zowel de Rode Wenkbrauwen als de overgebleven Lülin te verslaan. Aangezien de door hem gekozen hoofdstad Luoyang ten oosten van Chang’an (de hoofdstad van de Westelijke Han-dynastie) ligt, wordt zijn dynastie de Oostelijke Han-dynastie genoemd.